# Wuivend riet (theater)
Wuivend riet is een term uit het theater. Het wil zeggen dat het publiek de slappe lach heeft. Die lach gaat van de eerste rijen naar achteren en weer terug.
In het cabaret is het de truc om op het moment dat die lach weer op de eerste rij is dat dan de volgende gepakt wordt en het dus door blijft gaan.